# Christopher S
Кристофер Шпёрри (нем. Christopher Spörri; род. 16 октября 1969 года, Берн, Швейцария) — швейцарский диджей, продюсер и владелец лейбла.
Кристофер Шпёрри начал свою карьеру в 15 лет. Его первый успех пришёл в 2002 году с сборником Smell the House Flowers, который достиг верхней половины швейцарских чартов. За ним последовали и другие сборники, включая Jetset (2006), V.I.P (2007) и Superstar (2008), каждый из которых достиг первого места в швейцарских чартах.
Его сингл «Star» достиг 98-го места в немецких чартах синглов и 64-го места в швейцарских чартах. Это привело к контракту с немецким лейблом Kontor Records. Более поздние синглы «One Day», «Tear Down the Club» и «Rock this Club» также имели успех. В 2014 году Christopher S гастролировал по Швейцарии вместе с Лукой Хенни, победителем 9-го сезона немецкого реалити-шоу талантов Deutschland sucht den Superstar. Были выпущены совместный студийный альбом и два сингла. Альбом и два сингла заняли хорошие позиции в чартах. Его последний альбом Finale вышел в 2016 году и содержал песни из его дней активной диджейской деятельности с 1996 по 2016 год.
В течение короткого периода времени он владел собственным хаус-лейблом Fuck the DJ!, который в основном подписывался на швейцарских исполнителей танцевальной и хаус-музыки.

## Проблемы с законом
Когда было объявлено о его личном банкротстве, Шпёрри ушел из ночной жизни и работал в издательстве до 2018 года. 25 ноября 2016 года он был приговорен к шести годам тюремного заключения региональным судом Берна за подстрекательство к поджогу и попытку мошенничества со страховкой. Он признал себя невиновным и обжаловал приговор. 3 июля 2018 года он был приговорен во второй инстанции Высшим судом Берна к тюремному заключению сроком на четыре года и условному штрафу в размере 23 400 швейцарских франков. Кроме того, были выплачены компенсационные выплаты на общую сумму 142 500 швейцарских франков. Он подал апелляцию на это решение в Федеральный суд. Однако в качестве последней инстанции Высокий суд оставил в силе решение Высшего суда 3 октября 2019 года, что означает, что Шпёрри должен был отбыть четырехлетний тюремный срок. Несмотря на решение Федерального суда, Шпёрри продолжил борьбу и подал жалобу в Европейский суд по правам человека в Страсбурге. ЕСПЧ также отклонил жалобу, и Шпёрри пришлось начать отбывать наказание в начале 2022 года — отсроченное из-за пандемии COVID-19 — в исправительном учреждении Вицвиль в кантоне Берн.

## Дискография

### Студийные альбомы
- 2010: Fabulous
- 2010: Houseclass
- 2011: Glorious
- 2011: Sincere
- 2014: Dance Until We Die (совместно с Лукой Хенни)

### Сборники
- 1999: Nation to Nation
- 2000: Ugly House 8
- 2001: Double House Vol. 2
- 2001: Official Radio Street Parade 2001
- 2001: Houseflowers
- 2002: Double House Vol. 3
- 2002: Double House Vol. 4
- 2002: Smell the House Flowers
- 2003: House Boulevard
- 2004: Double House Vol. 6
- 2005: Lifestyle
- 2006: Luxury
- 2006: Energy 2006 House
- 2006: Jet Set
- 2007: F.A.M.O.U.S.
- 2007: Energy 2007 House
- 2007: V.I.P
- 2008: Energy 2008 House
- 2008: Superstar
- 2008: Champions
- 2009: Fuck the DJ
- 2009: Energy 2009 House
- 2009: Highlight
- 2009: Fuck the DJ Pt.2
- 2010: Fuck the DJ Pt. 3
- 2010: Energy 2010 House
- 2010: Fuck the DJ Pt. 4
- 2011: Fuck the DJ Pt. 5
- 2012: Fuck the DJ Pt. 6
- 2012: Fuck the DJ Pt. 7
- 2012: Tear Down the Club
- 2013: Fuck the DJ Vol. 8